# The Falcon and the Snowman (album)
The Falcon and The Snowman is een muziekalbum van de Pat Metheny Group uit 1985. Het album bevat de filmmuziek behorende bij de gelijknamige film. Bob Clearmountain zorgde voor de mix. Het album verkocht veel minder dan de van het album afkomstige single This is not America. Het was Metheny's eerste album na zijn breuk met ECM Records.

## Musici
- Pat Metheny – gitaar;
- Lyle Mays – toetsen
- Steve Rodby – basgitaar, contrabas
- Paul Wertico – slagwerk met
- Pedro Aznar – zang (2) en (3)
- David Bowie – zang op (4)
- National Philharmonic Orchestra (o.l.v. Rodby) op (1), (6), (7) en (8)
- Ambrosian Singers (o.l.v. John McCarthy) op (1) en (9)

## Composities
Allen van Metheny/Mays, behalve (4) Metheny/Mays/Bowie
1. Psalm 121/Flight of the falcon (4:08)
2. Daulton Lee (5:56)
3. The Falcon (4:59)
4. This is not America (3:53)
5. Extent to a lie (4:15)
6. The level of deception (5:45)
7. Capture (3:57) (met bewerkt This is not America)
8. Epilogue/Psalm 121 (2:14)